# Lithogenes wahari
Lithogenes wahari es una especie de peces de la familia Loricariidae, en el orden de los Siluriformes.

## Hábitat
Es un pez de agua dulce.